# Piet Römer
Petrus "Piet" Römer (Ámsterdam, 2 de abril de 1928 – 17 de enero de 2012) fue un actor de televisión, cine y teatro de Países Bajos. Fue padre de Peter Römer y abuelo de Thijs Römer.

## Filmografía

### Televisión
- Stiefbeen es Zoon (1963-1964) – Dirk Stiefbeen / Zoon stiefbeen
- 't Schaep Met De 5 Pooten (1969-1970) – Kootje de Beer / Zichzelf
- Merijntje Gijzen (1973) – Flierefluiter
- Baantjer (1995-2006) – de Cock

### Películas
- De zaak M.P. (1960) – Douanier
- The Silent Raid (1962) – Eppie Bultsma
- Like Two Drops of Water (1963)
- Amsterdam Affair (1968) – Detective
- Business Is Business (1971) – Piet
- Een huis in een schoen (1971) – Señor Piet
- VD (1972) – Secretaris
- Het Jaar van de Kreeft (1975) – Daan
- Heb medelij, Jet! (1975) – Bodde
- Peter en de vliegende autobus (1976) – Buschauffeur
- De bende van Hiernaast (1980) – Piet
- All Things Pass (1981) – Gerben
- The Elevator (1983) – Beheerder
- Mevrouw Ten Kate en het beest in de mens (1991)